# Iolania perkinsi
Iolania perkinsi är en insektsart som beskrevs av George Willis Kirkaldy 1902. Iolania perkinsi ingår i släktet Iolania och familjen kilstritar. Utöver nominatformen finns också underarten I. p. notata.